# 함룬

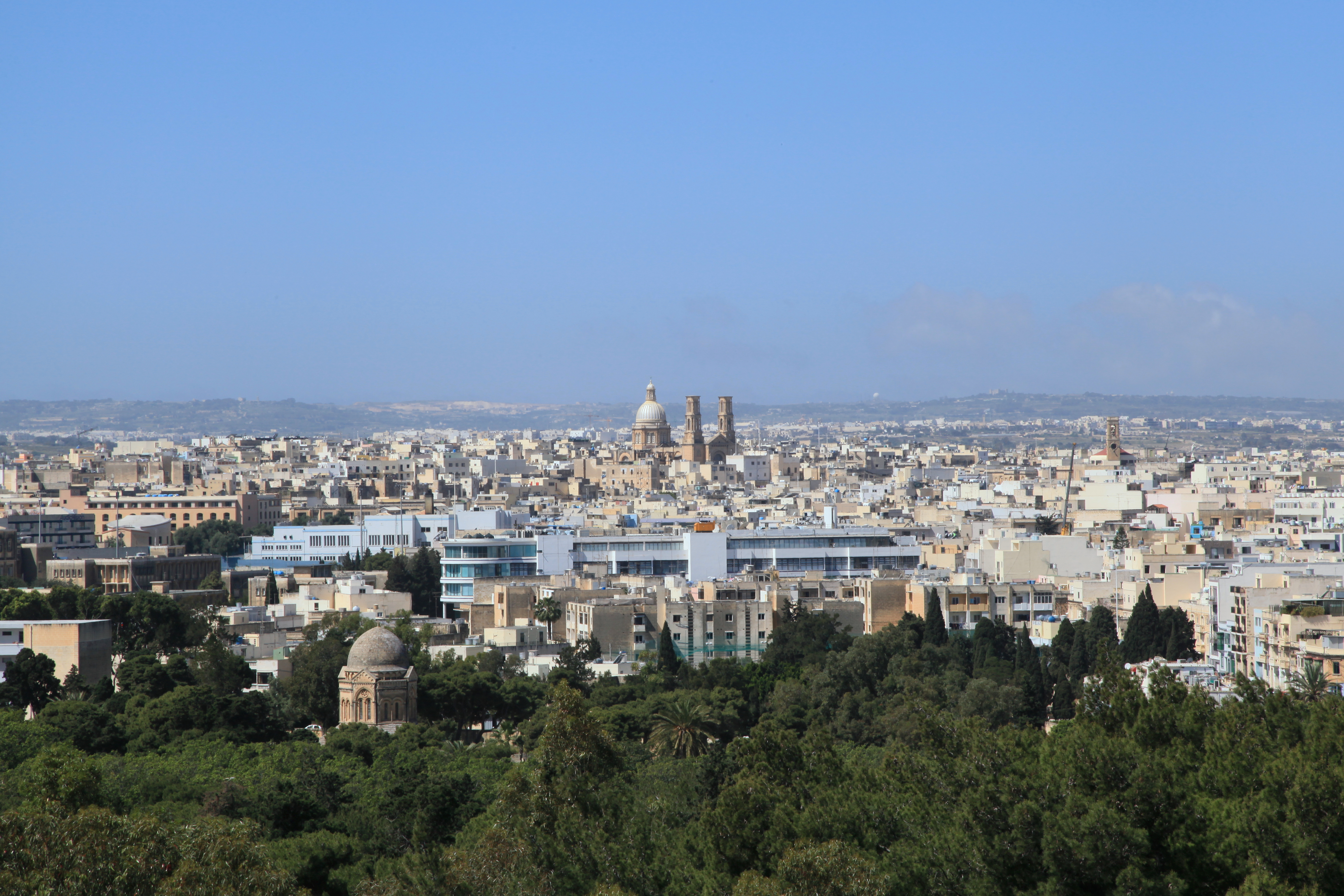
함룬

함룬의 위치

함룬(몰타어: Ħamrun)은 몰타의 도시로 면적은 1.1km2, 인구는 9,649명(2011년 3월 기준), 인구 밀도는 1,300명/km2이다.

시기
시 문장